# Albania en los Juegos Olímpicos de Tokio 2020
Albania estuvo representada en los Juegos Olímpicos de Tokio 2020 por un total de 9 deportistas que compitieron en 6 deportes. Responsable del equipo olímpico fue el Comité Olímpico Nacional de Albania, así como las federaciones deportivas nacionales de cada deporte con participación.
Los portadores de la bandera en la ceremonia de apertura fueron el halterófilo Briken Calja y la atleta Luiza Gega. El equipo olímpico albanés no obtuvo ninguna medalla en estos Juegos.